# Virsac
Virsac – miejscowość i gmina we Francji, w regionie Nowa Akwitania, w departamencie Żyronda.
Według danych na rok 1990 gminę zamieszkiwało 926 osób, a gęstość zaludnienia wynosiła 257 osób/km² (wśród 2290 gmin Akwitanii Virsac plasuje się na 458. miejscu pod względem liczby ludności, natomiast pod względem powierzchni na miejscu 1507.).